# Pałac w Strykowie
Pałac w Strykowie (zwany również „zamkiem von Treskow”) – zabytkowy pałac we wsi Strykowo w województwie wielkopolskim.
Oryginalny, „pałacozamek”, udający warowną rezydencję, neogotycki, jednak ze zdobieniami secesyjnymi. Powstał w 1900 dla ówczesnego właściciela wsi, Hansa von Treskowa, o czym świadczy herb umieszczony nad głównym wejściem. Złożony z wielu przylegających do siebie brył, nad którymi góruje umieszczona centralnie masywna wieża. Remontowany w 2004, leży nad brzegiem Jeziora Strykowskiego i jest otoczony parkiem. Obecnie w rękach prywatnych – restauracja i hotel. Zamek otacza 10-hektarowy park, w którym znajdują się 500-letnie dęby – pomniki przyrody.

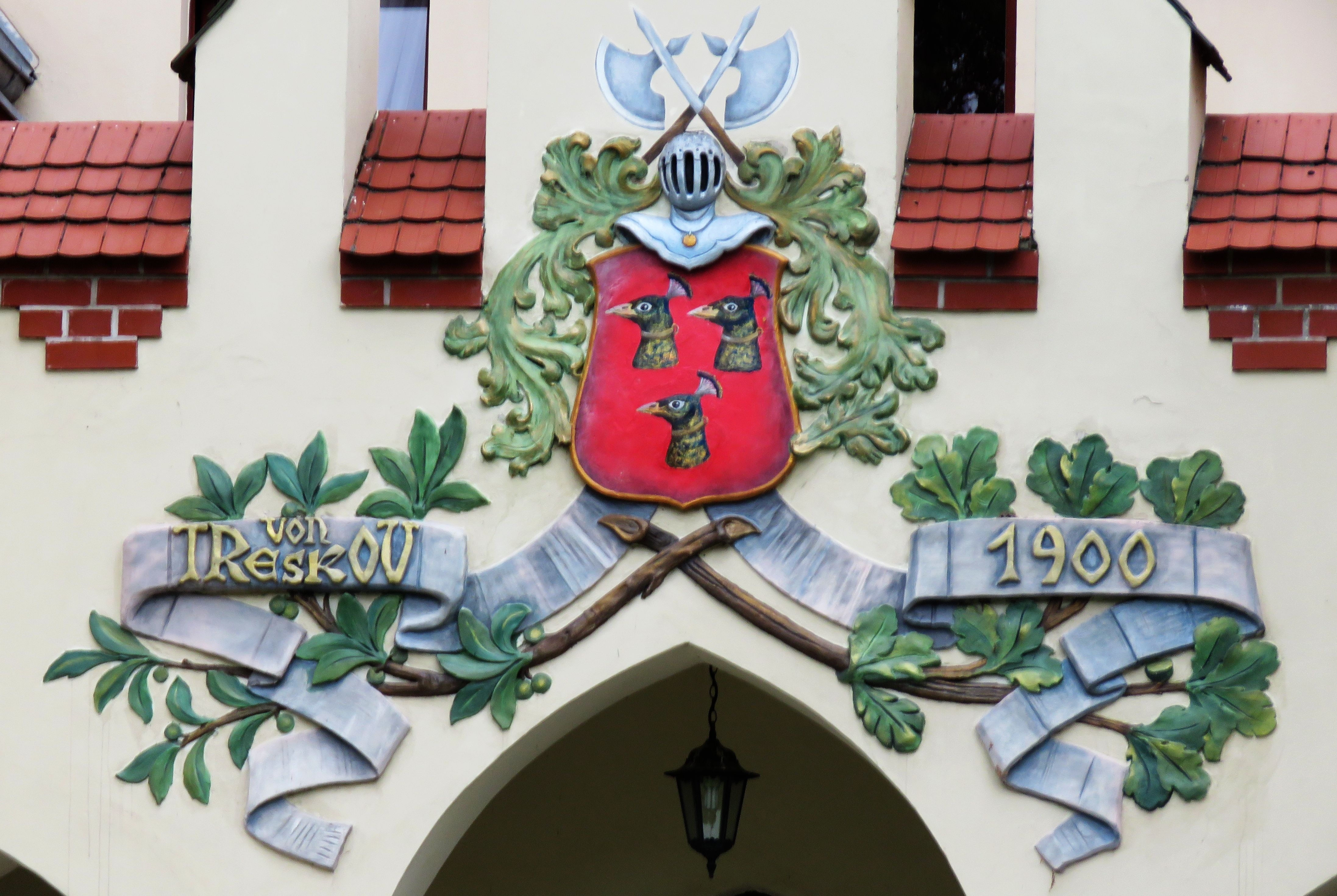
Herb rodziny von Treskow
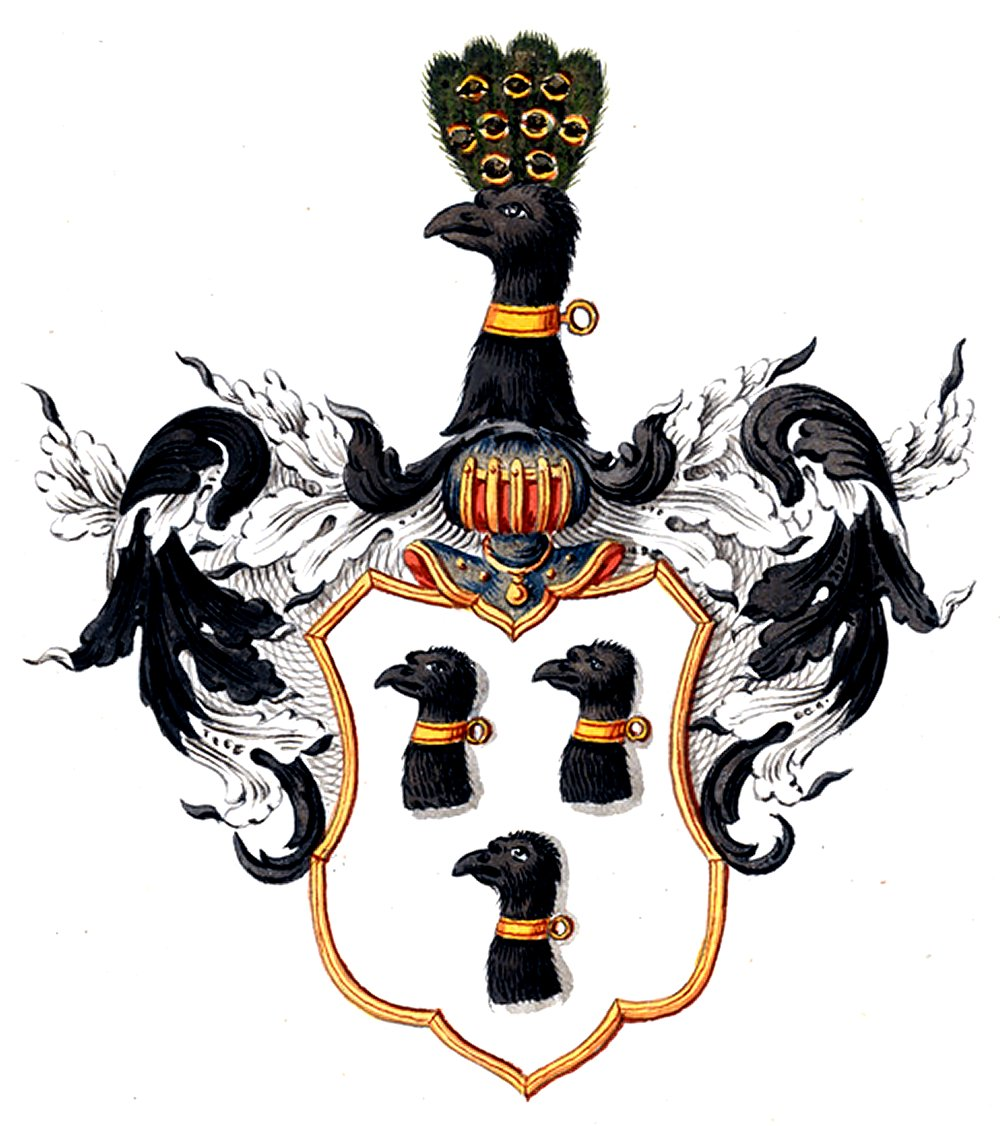
Herb von Treskow